# Premi Internacional UNESCO-Guinea Equatorial per a la Recerca en Ciències de la Vida
El Premi Internacional UNESCO-Guinea Equatorial per a la Recerca en Ciències de la Vida (en anglès: UNESCO-Equatorial Guinea International Prize for Research in the Life Sciences; en francès: Prix international UNESCO-Guinée équatoriale pour la recherche en sciences de la vie) és un premi científic començat el 2012 per la UNESCO per a premiar la recerca científica en les ciències de la vida, amb la finalitat de conduir cap a la millora de la qualitat de la vida humana.
El premi va ser fundat per la República de Guinea Equatorial i es dona cada any a un màxim de 3 persones. El premi en sí són 350.000$ que es divideixen a parts iguales entre els guanyadors, un certificat i una estatueta (amb el nom de "Integracion Tribal") de l'artista equatorial Leandro Mbomio.

## Guanyadors[3]

### 2012
- Maged Al-Sherbiny (Egipte)
- Felix Dapare Dakora (Sud-àfrica)
- Rossana Arroyo (Mèxic)

### 2014
- Hossein Baharvand (Iran)
- André Bationo (Burkina Faso)
- Instituto de Medicina Tropical von Humboldt (IMT) de la Universidad Peruana Cayetano Heredia

### 2015
- Manoel Barral-Netto (Brasil)
- Balram Bhargava (Índia)
- Amadou Alpha Sall (Senegal)

### 2017
- Agricultural Research Organisation del Volcani Centre Israel
- Rui Luis Gonçalves dos Reis (Portugal)
- Ivan Antonio Izquierdo (Brasil)

### 2019
- Cato Laurencin (Estats Units)
- Kevin McGuigan (Irlanda)
- Youyou Tu (Xina)

### 2022
- Li Lanjuan (Xina)
- Chad Mirkin (Estats Units)
- Christofer Toumazou (Anglaterra)

### 2023
- Mosaad Attia Abdel-Wahhab (Egipte)
- Ibrokhim Abdurakhmonov (Uzbekistan)
- Almira Ramanaviciene (Lituània)
- Yigong Shi (Xina)